# Тъполистно шапиче
Тъполистното шапиче (Alchemilla obtusa) е вид цъфтящо растение от семейство Розови. Включено е в списъка на лечебните растения съгласно Закона за лечебните растения.
Естественият му ареал е Централна и Югоизточна Европа до Западен Сибир и Централна Азия.